# Przygody Buratina
Przygody Buratina / Złoty Kluczyk, czyli niezwykłe przygody Pajacyka Buratina / Pinokio i złoty klucz (ros. Приключе́ния Бурати́но, Prikluczenija Buratino) – radziecki pełnometrażowy film animowany z 1959 roku w reżyserii Dmitrija Babiczenko, Iwana Iwanowa-Wano i Michaiła Botowa. Wyprodukowany przez moskiewskie studio filmowe Sojuzmultfilm i bazowany na podstawie powieści o tej samej nazwie Aleksieja Tołstoja.

## Fabuła
Film opowiada o przygodach małego, drewnianego pajacyka, którego najmłodsi widzowie znają z książki Carla Collodiego opowiadającej o przygodach Pinokia. Buratino to nazwa pajacyka w pierwszej wersji tej powieści. Nazwa pochodzi od włoskiego słowa Burattino oznaczającego lalkę teatralną (marionetkę).

## Obsada (głosy)
- Nina Gulajewa jako Buratino
- Gieorgij Wicyn jako Giuseppe
- Jewgienij Wiesnik jako ojciec Carlo
- Jelena Ponsowa jako lisica Alicja
- Władimir Lepko jako kot Bazilio
- Aleksandr Baranow jako Karabas
- Tamara Dmitrijewa jako Malwina
- Margarita Korabielnikowa jako Piero

## Animatorzy
Igor Podgorski, Władimir Popow, Faina Jepifanowa, Wadim Dołgich, Konstantin Czikin, Boris Butakow, Jelena Chłudowa, Fiodor Chitruk, Władimir Krumin, Walentin Karawajew

## Nagrody
- 1960: Pierwsza nagroda w kategorii filmów animowanych na II Wszechzwiązkowym Festiwalu Filmowym w Mińsku[6].

## Wersja polska
W Polsce film miał premierę w kinach w 1961 roku i został wydany na kasetach VHS pod nazwą Pinokio i złoty klucz oraz na DVD – w serii Michaił Barysznikow – bajki z mojego dzieciństwa oraz pod nazwą Złoty Kluczyk, czyli niezwykłe przygody Pajacyka Buratina.

### Wersja VHS
Pinokio i złoty klucz – wersja wydana na VHS w latach 90 z angielskim dubbingiem i polskim lektorem.
- Dystrybucja: Demel
- Czytał: Jerzy Rosołowski

### Wersja DVD

#### DVD I
Wersja wydana na DVD w serii: Michaił Barysznikow – bajki z mojego dzieciństwa: Pinokio i złoty klucz (odcinek 5)
- W wersji polskiej udział wzięli: Hanna Kinder-Kiss i Adam Wnuczko
- Tłumaczenie: Maciej Rosłoń

#### DVD II
Wersja wydana na DVD w serii: Bajki rosyjskie – kolekcja: Złoty Kluczyk, czyli niezwykłe przygody Pajacyka Buratina

### Wersja TV
Złoty Kluczyk, czyli niezwykłe przygody Pajacyka Buratina wersja emitowana w telewizji Puls 2 z polskim dubbingiem.
- Lektor: Piotr Borowiec